# أحياء تل أبيب
هذه القائمة بأحياء تل أبيب مرتبة جغرافيا من الشمال إلى الجنوب ثم من الغرب إلى الشرق. 

## الشمال الغربي
الأحياء السكنية
- أزوري خين
- كوخاف هاتسافون
- شيكون لاميد
- ميغدالي نئمان

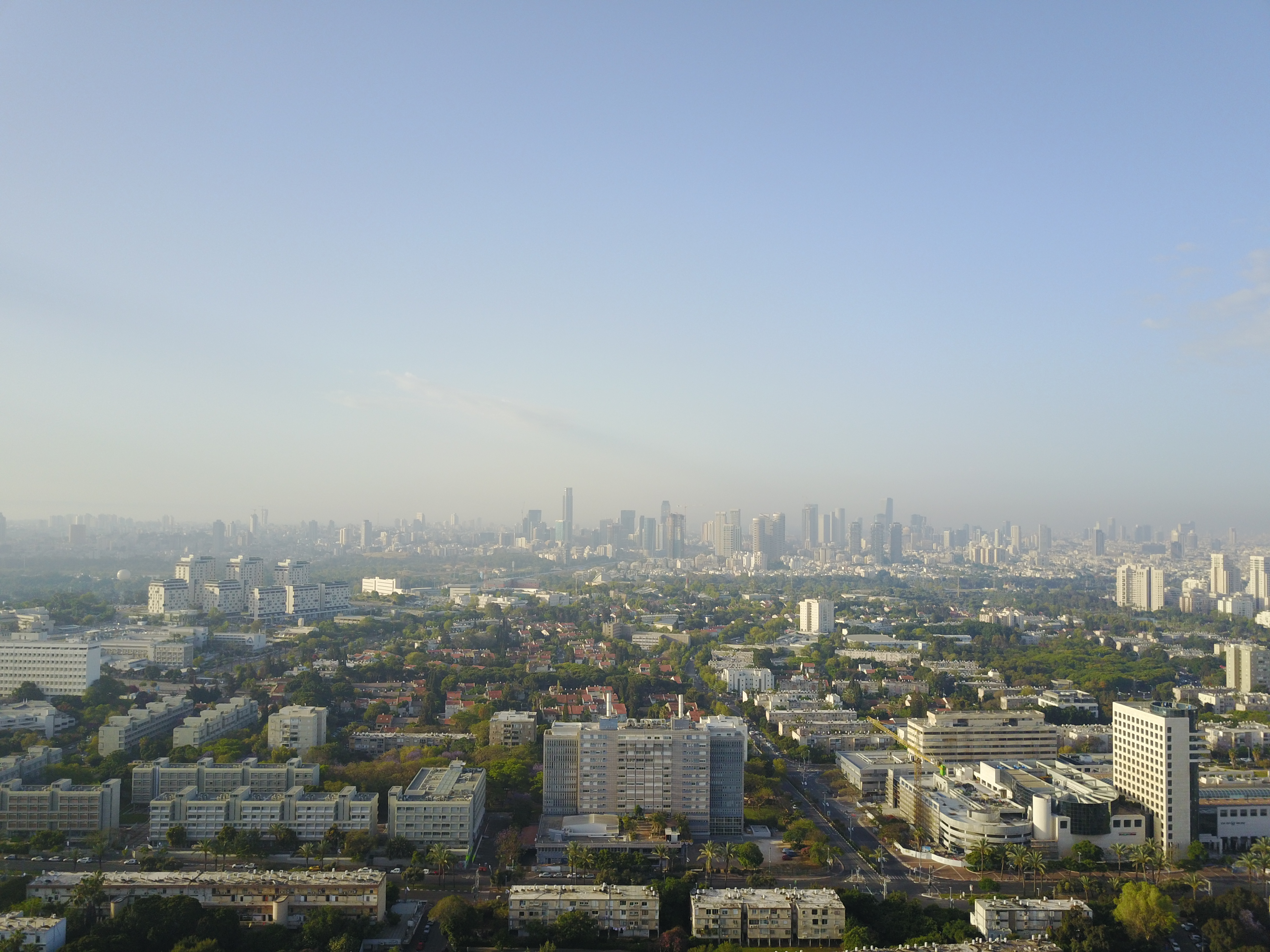
رمات أبيب

- نيفيي أفيفيم - (وتعرف أيضا باسم، رمات أفيف بيت)
- نوفي يام
- رمات أفيف ألف
- رمات أفيف جيمل
- رمات أفيف هاداشا

المناطق غير السكنية
- حرم المتحف
- حرم جامعة تل أبيب
- حديقة ياركون

## الشمال الشرقي
الأحياء السكنية
- غاني تساهالا
- هاميشتالاه
- هادار يوسف
- ماعوز أفيف
- نيوت أفيكا
- نيفي شاريت
- رمات هاهايال
- راموت تساهالا
- ريفيفيم
- شيكون دان
- تل باروخ
- تساهالا
- يسغاف

المناطق غير السكنية
- كريات عتيديم

## الوسط
الأحياء السكنية
- هاتسافون هاياشان
- يهودا هاماكابي
- مونتيفيور
- ليف هاعير
- كرم هاتيمانيم
- بافلي
- تساماروت أيالون
- غيفات أمال بيت
- نيفي تسيديك
- شابازي
- أوهيل موشيه

المناطق غير السكنية
- هاراكيفيت
- كرياه
- المنشية

## الجنوب الغربي

يافا القديمة

- يافا القديمة
- يافا الجنوبية
- غفعات هاتماريم
- عجمي
- تساهالون

## الجنوب

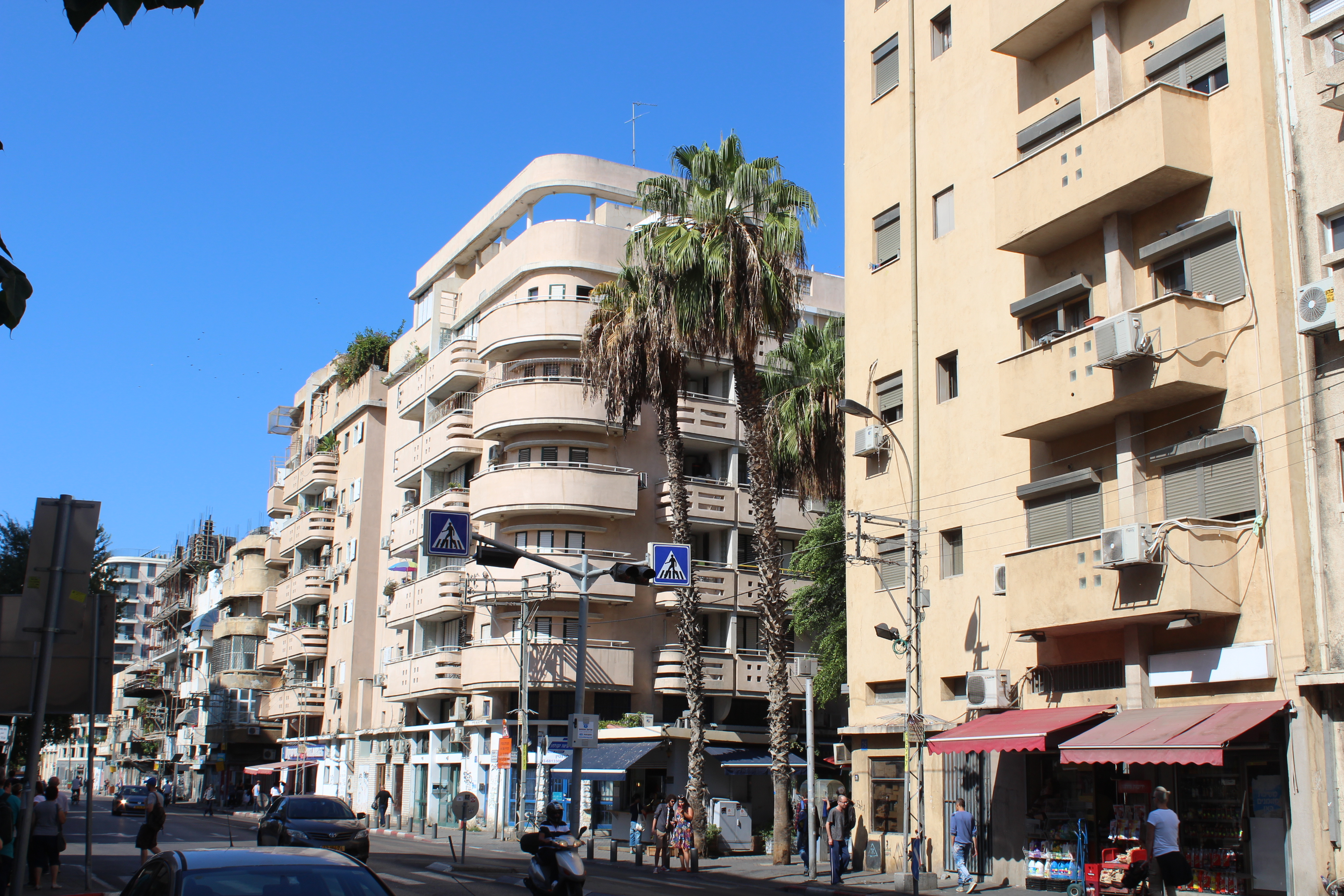
فلورنتين ، تل أبيب

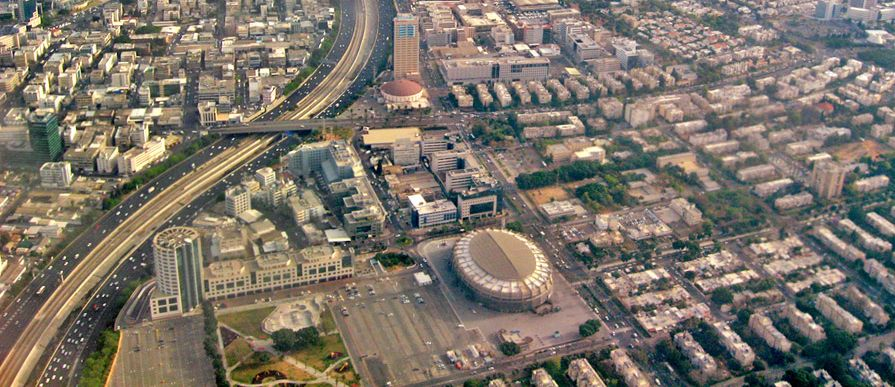
منظر جوي لحي ياد إلياهو

- فلورنتين
- نيفي شآنان
- نيفي عوفير
- كريات شالوم
- شابيرا
- غفعات هرتزل
- أبو كبير (يافا)
- الحي الأمريكي الألماني

## الجنوب الشرقي
- نحلات يتسحاق
- بيتسارون
- رمات يسرائيل
- تل حاييم
- ياد إلياهو
- رمات هاتاياسيم
- نيفي تساهال
- كفر شاليم
- هآرغازيم
- شخونات هاتيكفا
- نيفي باربور
- عزرا